# Biurowce .KTW
Biurowce .KTW – kompleks biurowy w Katowicach, położony przy alei W. Roździeńskiego 1, obok Spodka i ronda gen. Jerzego Ziętka, na obszarze dzielnicy Koszutka. Właścicielem kompleksu jest spółka TDJ Estate.
Kompleks wysokościowców .KTW powstał w miejscu wyburzonego budynku Dyrekcji Kolei Państwowych. Jego budowa podzielona została na dwa etapy. W pierwszym etapie powstał .KTW I o wysokości 66 m, który został ukończony w 2018 roku. Etap drugi, w ramach którego został zrealizowany .KTW II o wysokości 134 m, rozpoczął się w 2019 roku i po uzyskaniu pozwolenia na użytkowanie w lutym 2022 roku stał się oficjalnie najwyższym budynkiem biurowym w Górnośląsko-Zagłębiowskiej Metropolii. Powierzchnia biurowa tego wielokondygnacyjnego kompleksu wynosi ponad 58 tys. m², zaś handlowa – niemal 4 tys. m². Generalnym wykonawcą I etapu była firma Strabag, a koncepcję architektoniczną opracowali Przemo Łukasik i Łukasz Zagała z bytomskiej pracowni Medusa Group.

## Lokalizacja
Wieżowce .KTW znajdują się przy alei W. Roździeńskiego 1 w Katowicach, na obszarze dzielnicy Koszutka, przy granicy ze Śródmieściem i Bogucicami. Położone są w rejonie Strefy Kultury, którą tworzą m.in. sąsiadujące z .KTW obiekty, takie jak: Hala Widowiskowo-Sportowa Spodek, Międzynarodowe Centrum Kongresowe oraz siedziba Narodowej Orkiestry Symfonicznej Polskiego Radia.
Kompleks ten znajduje się jest przy rondzie gen. J. Ziętka, w którym krzyżują się jedne z najważniejszych dróg Katowic – ulica Chorzowska, aleja W. Korfantego oraz aleja W. Roździeńskiego. Przy kompleksie dodatkowo biegną drogi dla rowerów oraz funkcjonują przystanki miejskiego transportu zbiorowego obsługiwanego na zlecenie ZTM-u. Przy budynkach znajduje się przystanek autobusowy Katowice Strefa Kultury NOSPR, z którego odjeżdża ponad 20 linii autobusowych, a nieopodal również przystanek tramwajowy Katowice Rondo, z którego w lipcu 2021 roku odjeżdżało 8 linii.

## Historia

### Przed powstaniem
W latach 1965–1974 wybudowano w miejscu obecnego .KTW wieżowiec dla potrzeb Dyrekcji Śląskiego Okręgu Kolei Państwowych. Był on w momencie oddania do użytku najwyższy w Katowicach – posiadał łącznie 18 kondygnacji. Obszar ten ówcześnie był już reprezentatywnym miejscem Katowic – sąsiadował ze Spodkiem i pomnikiem Powstańców Śląskich. W 2010 roku Polskie Koleje Państwowe podjęły decyzję o przebudowie istniejącego biurowca. Wraz ze spółką Hines Polska planowały gruntowną przebudowę i rozbudowę ówczesnego gmachu oraz wybudowanie tuż obok niego drugiego biurowca mającego mieć 32 kondygnacje i wysokość około 125 metrów. Autorem koncepcji wieżowców był niemiecki architekt Helmut Jahn. Według projektu biurowce miały posiadać standard klasy A. Miała zmienić się również nazwa budynku z ówczesnej na Rondo Towers. Ostatni najemcy budynku wyprowadzili się w 2011 roku. Ostatecznie, po zmianach zakresu planowanej inwestycji umowa z Hines Polska wygasła. Pod koniec lipca 2013 roku budynek DOKP wystawiono na sprzedaż.

### Budowa .KTW I

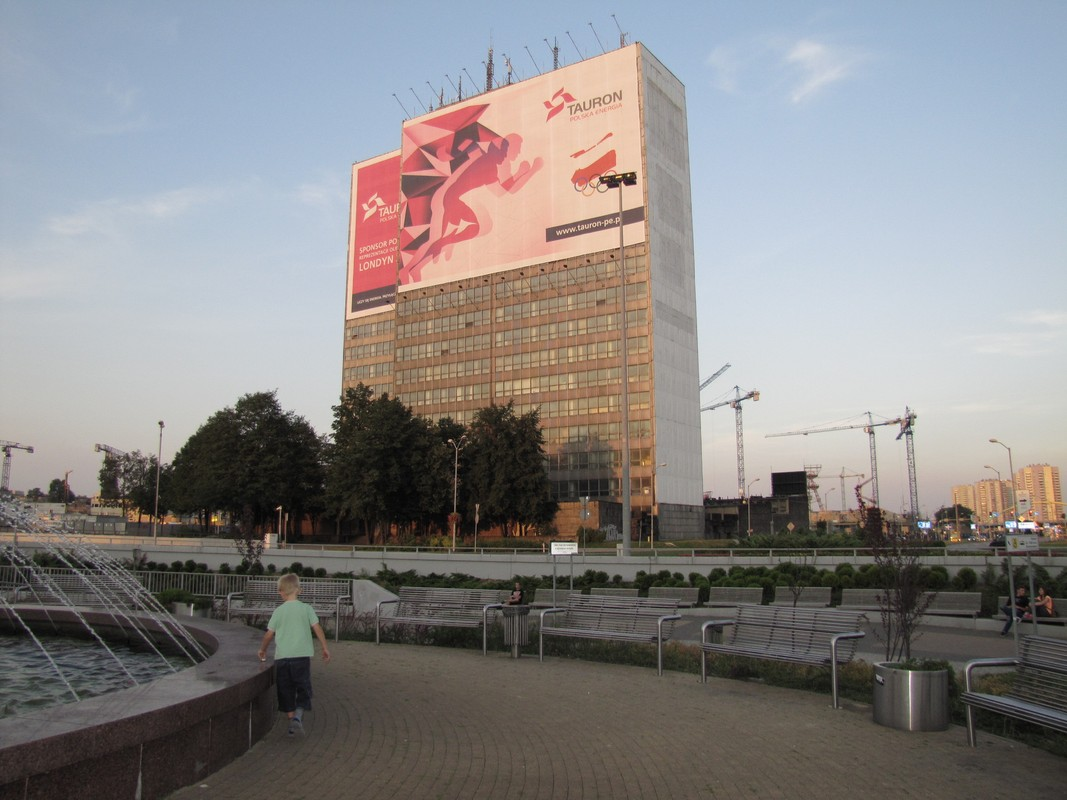
Wieżowiec DOKP w sierpniu 2012 roku (widok z ronda gen. J. Ziętka)

7 listopada 2013 roku budynek został sprzedany w drugim przetargu za kwotę 29 mln zł. W przetargu brały udział łącznie dwie firmy, a nowym właścicielem biurowca DOKP została spółka TDJ Estate. Nowy nabywca zaproponował wówczas cenę o prawie 15 mln zł wyższą od wywoławczej. 13 marca 2014 roku uzyskano zgodę na wyburzenie budynku, a 16 grudnia tego samego roku w parterowym pawilonie DOKP rozpoczęły się prace przygotowawcze do rozbiórki tej części katowickiego wysokościowca. Wieżowiec ten był rozbierany od czerwca 2015 roku.
W listopadzie 2014 roku pojawiły się informacje, że w miejscu DOKP mają powstać dwa wysokościowce o wysokości 115 i 50 m, a za projekt ma odpowiadać pracownia Medusa Group z Bytomia. Rozważano w tym czasie również remont istniejącego kompleksu. Spółka TDJ Estate do zaprojektowania kompleksu zaprosiła kilka pracowni architektonicznych do konkursu zamkniętego, w którym to koncept pracowni Medusa Group został przez TDJ Estate doceniony i wybrany do realizacji.

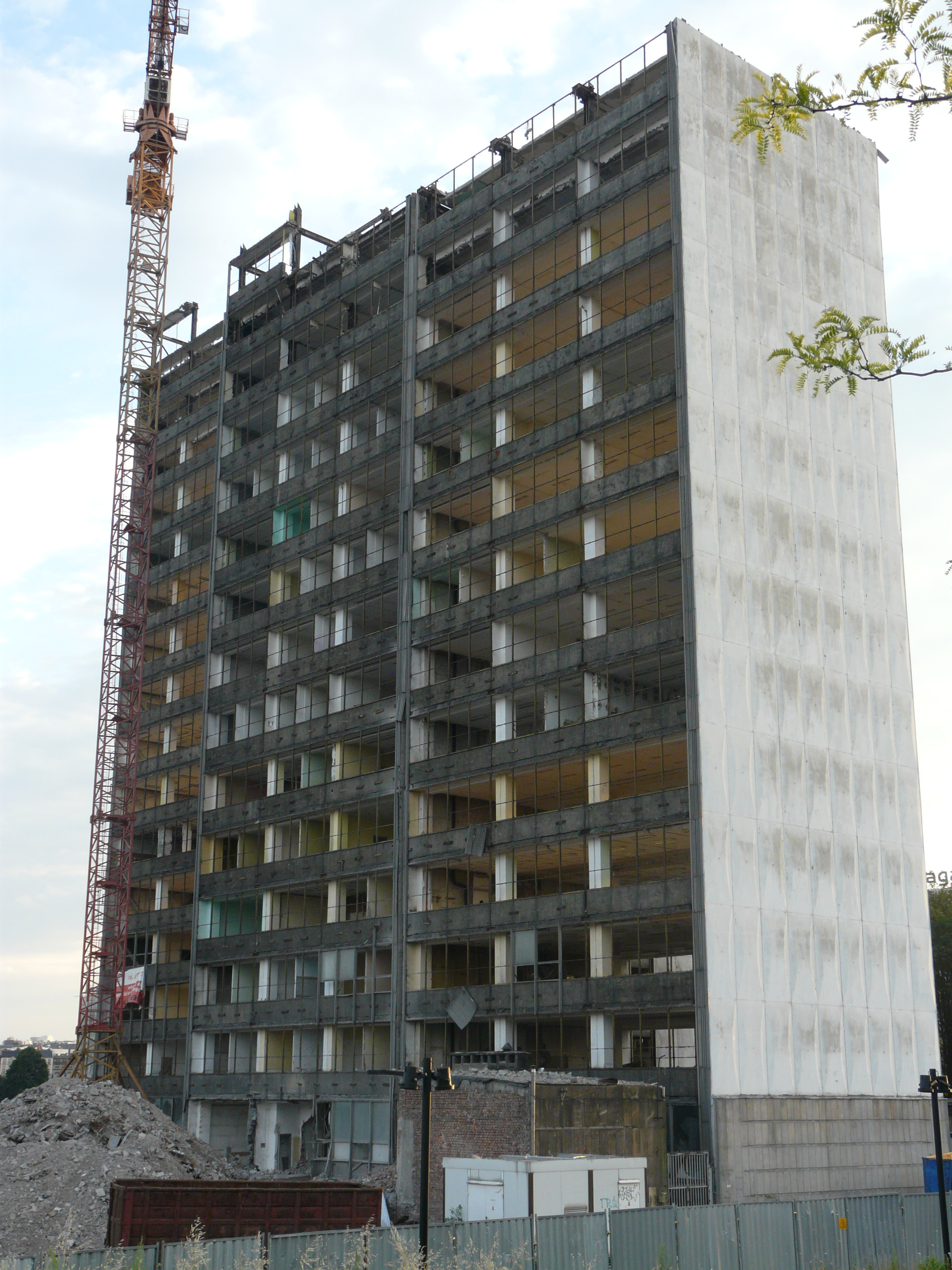
Wieżowiec DOKP w trakcie rozbiórki w lipcu 2015 roku

W październiku 2015 roku spółka TDJ Estate ogłosiła postępowanie przetargowe na generalnego wykonawcę pierwszego z wysokościowców. Dnia 31 marca 2016 roku zaprezentowano nazwę i logotyp, a także uruchomiono profile społecznościowe budynków. Nazwa .KTW nawiązuje do nazwy miasta Katowice – również jako skrót stosowany m.in. przez port lotniczy Katowice-Pyrzowice. W tym czasie trwały ostatnie prace rozbiórkowe, a także prowadzono działania nad rozpoczęciem robót budowlanych. W trakcie odbywającego się w Katowicach VIII Europejskiego Kongresu Gospodarczego, 19 maja 2016 roku odbyła się oficjalna prezentacja projektu – zaprezentowano na nim wizualizacje kompleksu .KTW. W czerwcu 2016 roku rozstrzygnięto przetarg na generalnego wykonawcę pierwszego etapu .KTW, w ramach którego wybrano firmę Strabag, która jeszcze w tym samym miesiącu przejęła plac budowy.
W lipcu 2016 roku przy budowie kompleksu zaangażowanych było do 50 pracowników i około 100 pojazdów ciężarowych transportujących urobek z wykopu. Przygotowano do tego czasu zaplecze budowy, wykonano m.in. przekładki sieci i rozpoczęto budowę ścian szczelinowych o docelowym obwodzie 330 m. Prowadzono też prace nad podłączeniem do sieci kanalizacji deszczowej. Kilka miesięcy później, we wrześniu tego samego roku przy budowie było zaangażowanych już ponad 70 osób. W dalszym ciągu trwał wywóz urobku, wykonywano barety, a także prowadzono roboty ziemne. Zaprojektowano łącznie 36 baret o wymiarach dostosowanych do panujących obciążeń. Wiercono także studnie głębinowe. W tym czasie przewidziano, że do budowy budynku .KTW I zostanie zużytych około 25 tys. m³ betonu i 3 tys. ton stali. W październiku 2016 roku na ukończeniu były roboty ziemnie związane z wykopem głównym. Ukończono barety pod płytą fundamentową budynków, a także rozpoczęto zbrojenie płyty fundamentu. Przy budowie pracowało wówczas każdego dnia około 100 osób. Do prac ziemnych używano czterech koparek oraz 15 samochodów ciężarowych. Do grudnia 2016 roku na budowie pojawiły się łącznie cztery żurawie wieżowe. W tym czasie trwały m.in. prace przy wywozie urobku i budowie płyty fundamentowej. Wykonywano także roboty przy kondygnacjach podziemnych.

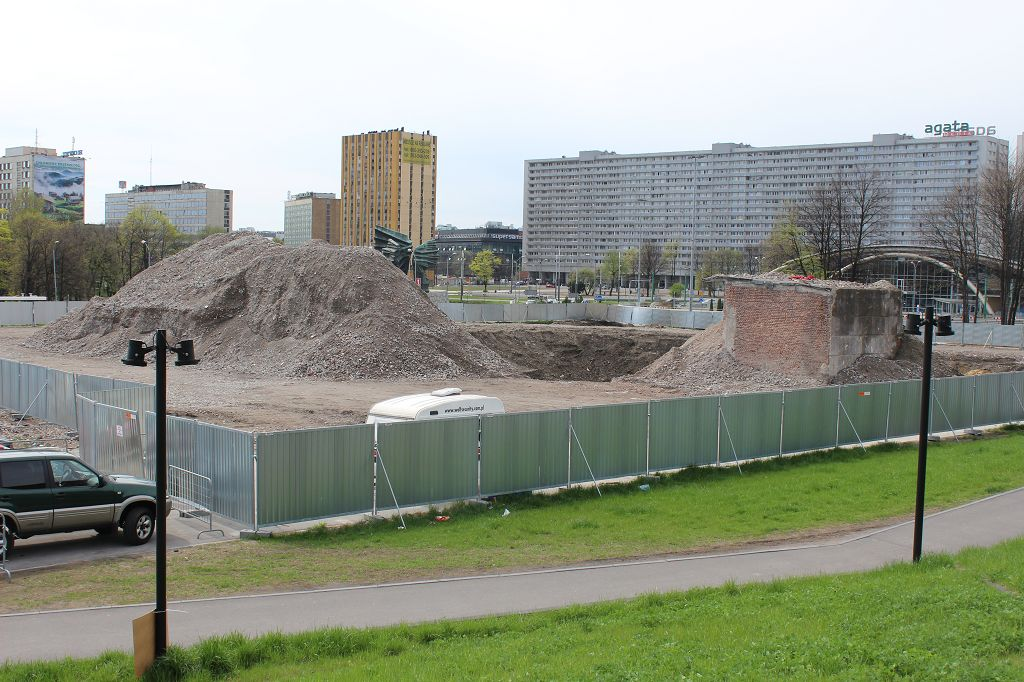
Teren po rozebranym wieżowcu DOKP w kwietniu 2016 roku

Dnia 16 lutego 2017 roku w ramach 4 Design Days odbyła się oficjalna ceremonia wmurowania kamienia węgielnego. W uroczystości uczestniczyli m.in. prezydent Katowic Marcin Krupa i właściciel grupy TDJ Tomasz Domagała. Do tego czasu zakończono prace ziemne, ukończono prace nad płytą fundamentową i ścianami szczelinowymi, a na poziomach podziemnych trwały zaawansowane prace. Do końca marca zakończono prace nad kondygnacjami podziemnymi, a także zrealizowano konstrukcję czterech nadziemnych kondygnacji budynku .KTW I. W tym czasie średni czas budowy jednej kondygnacji wynosił około trzy tygodnie. Zrezygnowano także z dwóch żurawi. W kwietniu 2017 roku gotowa była konstrukcja pięter w dolnej części budynku i rozpoczęto prace nad wykonaniem przewieszenia w konstrukcji budynku. Rozpoczęto również roboty nad przyszłym układem komunikacyjnym wokół pierwszego z wysokościowców.

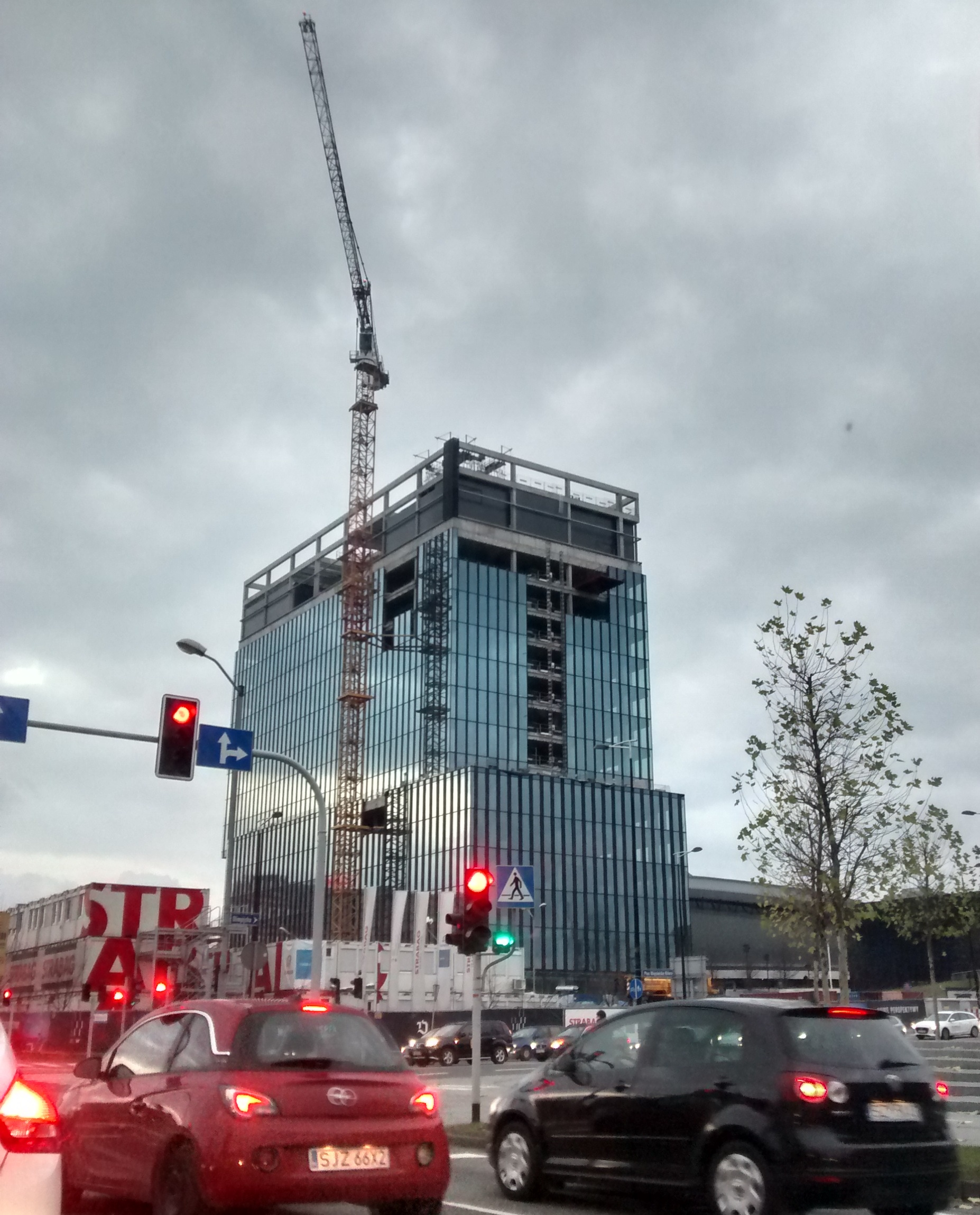
Budowa biurowca .KTW I w listopadzie 2017 roku

W maju 2017 roku zapoczątkowano prace montażowe elewacji budynku, a miesiąc później, 26 czerwca, zorganizowano pierwszą wizytę na placu budowy kompleksu .KTW dla dziennikarzy i fotoreporterów. W lipcu 2017 roku zaawansowanie prac wynosiło ponad 50%. Do tego czasu wybudowano 12 kondygnacji nadziemnych, osiągając wysokość 46 m, a na elewacji zamontowano około 400 paneli. Zakończono prace nad stelażem wejścia głównego wraz z zadaszeniem. Prowadzono intensywne prace wewnątrz – do tego czasu zrealizowano strzały żelbetowe mające na celu podtrzymanie nadwieszonej bryły .KTW I.
We wrześniu 2017 roku budynek .KTW I osiągnął najwyższy punkt konstrukcyjny i z tej okazji 5 września odbyła się uroczystość zawieszenia wiechy. Do tego czasu zakończono prace nad główną konstrukcją budynku, kontynuowano montaż elewacji, a także trwały prace instalacyjne i wykończeniowe wewnątrz obiektu. W październiku 2017 roku trwały prace instalacyjne przy ostatnich kondygnacjach technicznych. Elewacja dolnej części budynku została do tego czasu ukończona, a jednocześnie trwały prace nad montażem elementów elewacji na 11. kondygnacji. Kontynuowano również prace wykończeniowe wewnątrz budynku oraz przy zagospodarowaniu terenu wokół niego. Na przełomie 2017 i 2018 roku .KTW I osiągnął stan surowy zamknięty. Do tego czasu, w grudniu zakończono prace przy realizacji nowego układu drogowego wraz z włączeniem do ulicy Olimpijskiej, zapewniającej wjazd do garażu podziemnego. Powstała również stalowa konstrukcja okalająca dach techniczny, a w późniejszym czasie rozpoczęto prace nad montażem elewacji z siatek cięto-ciągnionych.
W lutym 2018 roku firma Colliers International została zarządcą budynku .KTW I. Po zakończeniu kontroli przez państwowe służby, 26 marca 2018 roku budynek .KTW I uzyskał pozwolenie na użytkowanie. Do tego czasu trwały jeszcze prace wykończeniowe, odbywały się odbiory końcowe, a na zewnątrz prowadzono roboty związane z czyszczeniem elewacji. Do czasu uzyskania pozwolenia na użytkowanie budynek .KTW I został skomercjalizowany w 60%, z czego największym najemcą została firma Fujitsu GDC Poland, a pierwszym została firma EY Polska. Oficjalną działalność w budynku .KTW I zainaugurowano w czerwcu 2018 roku.

### Budowa .KTW II

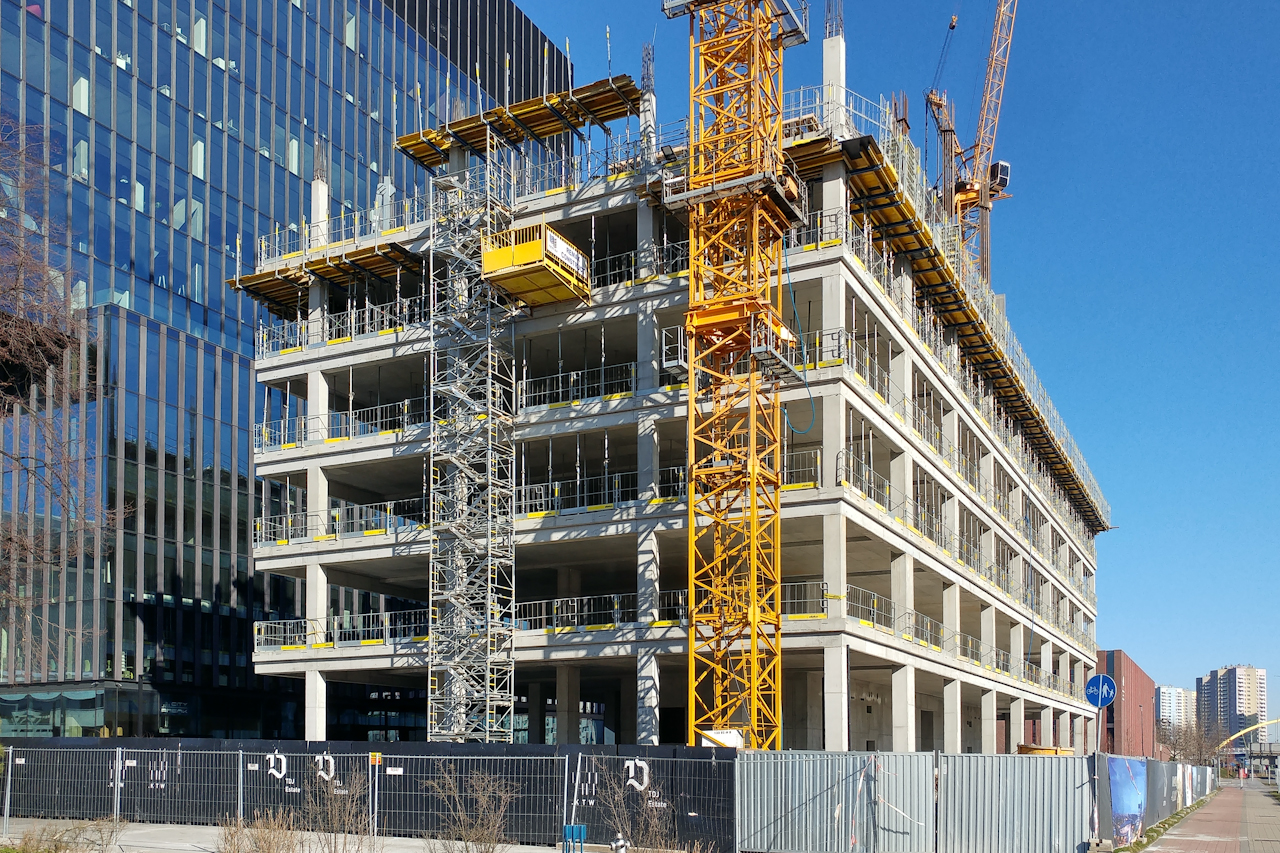
Początek budowy wieżowca .KTW II w marcu 2020 roku

W kwietniu 2019 roku firma TDJ Estate wybrała firmę odpowiedzialną za zarządzanie i nadzór nad drugim etapem kompleksu .KTW – była to spółka Gleeds Polska, wspólnie z którą ogłoszono przetarg na wykonawcę wieżowca .KTW II. Firma ta przejęła funkcję inspektora nadzoru inwestorskiego. Do tego czasu gotowa była już wspólna z .KTW I część podziemna z parkingiem. W październiku 2019 roku trwały prace przygotowawcze – w połowie października rozpoczęto montaż dwóch żurawi wieżowych, a także wznoszono zaplecze budowy. Żurawie te miały 149 i 165 metrów wysokości. Miesiąc później rozpoczęto realizację budynku .KTW II.
W marcu 2020 roku konstrukcja budynku .KTW II sięgała 25 metrów. Przy budowie po raz pierwszy w Katowicach zastosowano tzw. system samowznoszący, w Polsce stosowany dotychczas przy budowie m.in. Sky Tower we Wrocławiu. W międzyczasie trwały prace projektowe m.in. nad wykonaniem przewieszenia konstrukcji.
Z powodu pandemii COVID-19, w maju 2020 roku w budynku .KTW I przebywało średnio około 20% regularnych użytkowników.

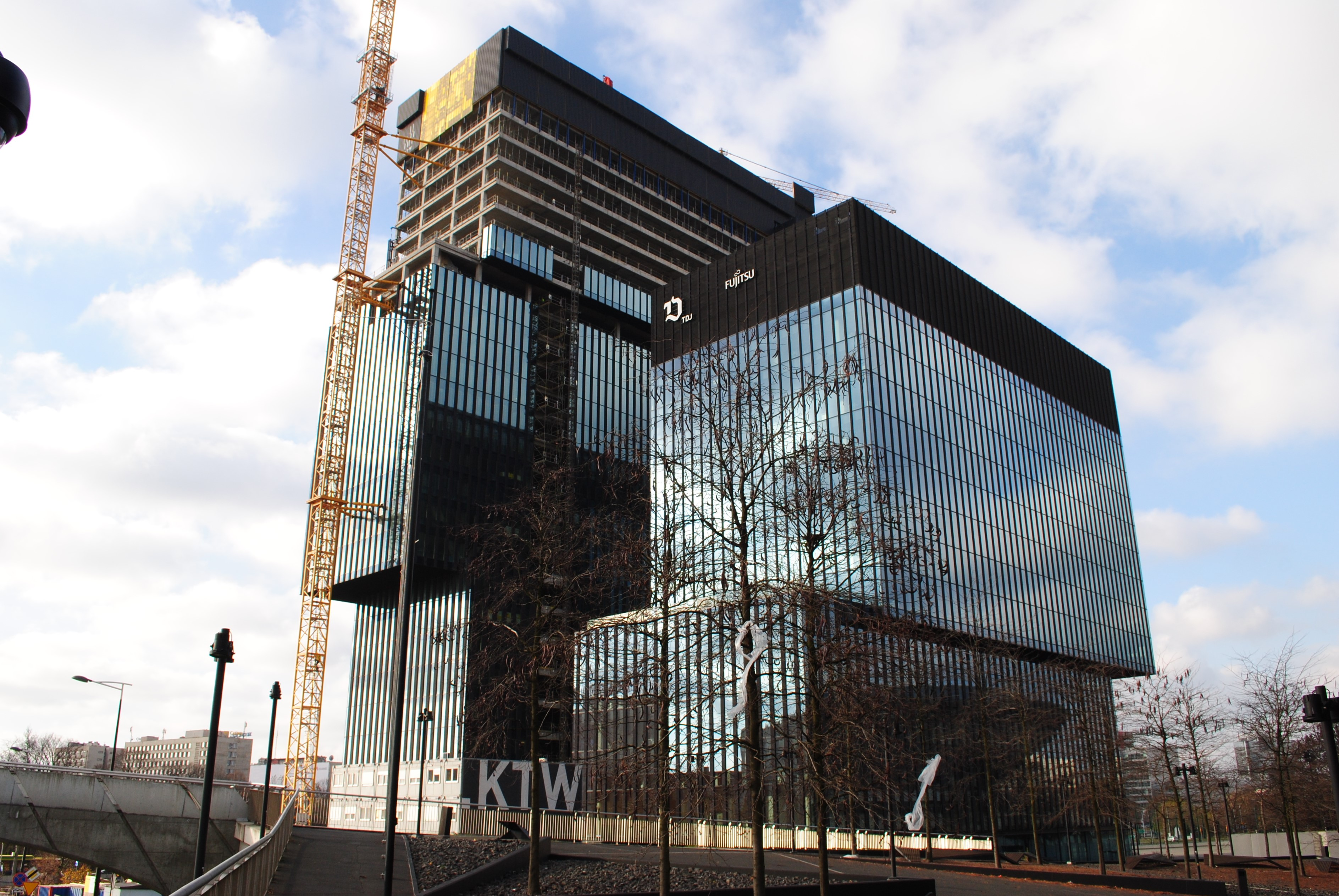
Kompleks biurowców .KTW w listopadzie 2020 roku

W lipcu 2020 roku konstrukcja budynku .KTW II sięgała 60 metrów. Na najwyższych istniejących wówczas kondygnacjach zamontowano osłony przeciwwiatrowe, na których artyści z grupy NieTak.eu wykonali mural symbolizujący miejsce .KTW w przestrzeni Katowic. We wrześniu 2010 roku komercjalizacja budynku .KTW I wynosiła 90%, a w tym czasie konstrukcja .KTW II sięgała 75,6 metra. W listopadzie 2020 roku trwały prace nad ostatnimi kondygnacjami biurowymi. Prowadzono również prace przy montażu paneli elewacyjnych, którymi pokryto wówczas w całości dwie z trzech części budynku. Prace instalacyjne doszły wówczas do 10. kondygnacji. W grudniu 2020 roku konstrukcja wieżowca sięgała 115 metrów wysokości. Wykonywano wówczas ostatnie piętro użytkowe, a także kontynuowano montaż elewacji.
Na przełomie lutego i marca 2021 roku na dachu .KTW II zawisła wiecha. W tym czasie przy budowie zaangażowanych było około 300 pracowników. Trwały wówczas prace nad zamknięciem belki obwodowej na poziomie 33., a także kontynuowano prace przy montażu elewacji.
Pierwszym najemcą .KTW II została firma PwC Service Delivery Center, natomiast komercjalizacja .KTW I sięgała wówczas blisko 100% powierzchni. W dniu 1 lipca 2021 roku zapowiedziano drugiego najemcę wieżowca .KTW II. Została nim szwajcarska firma LKQ Europe, należąca do LKQ Corporation, która planowała w budynku uruchomić Centrum Serwisowo-Badawcze.

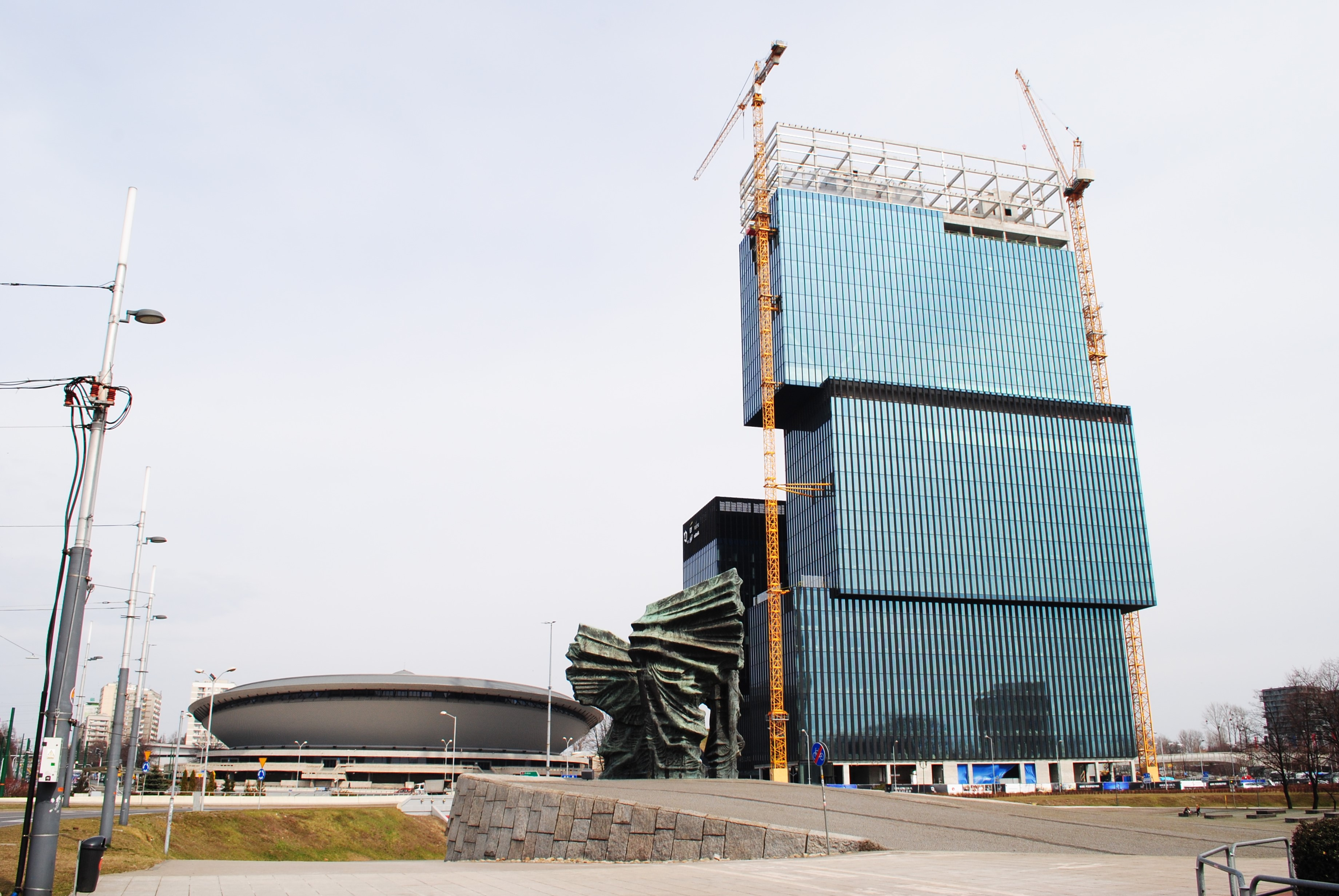
.KTW w marcu 2021 roku

W lipcu 2021 rozpoczął się demontaż żurawia od strony ronda gen. J. Ziętka, zaś miesiąc później drugiego, znajdującego się wówczas po drugiej stronie budynku. W tym okresie zewnętrzna część wieżowca .KTW II była prawie w całości ukończona, a do montażu pozostały wówczas pojedyncze elementy elewacji budynku. Większość prac była w tym czasie prowadzona wewnątrz wieżowca: m.in. montowano windy, instalowano systemy ochrony przeciwpożarowej w formie mgły wodnej, zaś na 31. piętrze trwały prace montażowe maszyn chłodniczych, instalacji oraz agregatów, zaś w podziemnej części budynku wykonywano prace przy układaniu posadzki żywicznej. W sierpniu tego samego roku prowadzono także ostatnie prace przy elewacji parteru wieżowca, a także na 20. piętrze, przy balustradzie dachu budynku.
W dniu 1 sierpnia 2021 roku dwie bądź trzy osoby weszły po żurawiu na dach wieżowca .KTW II i skoczyły z niego ze spadochronem.

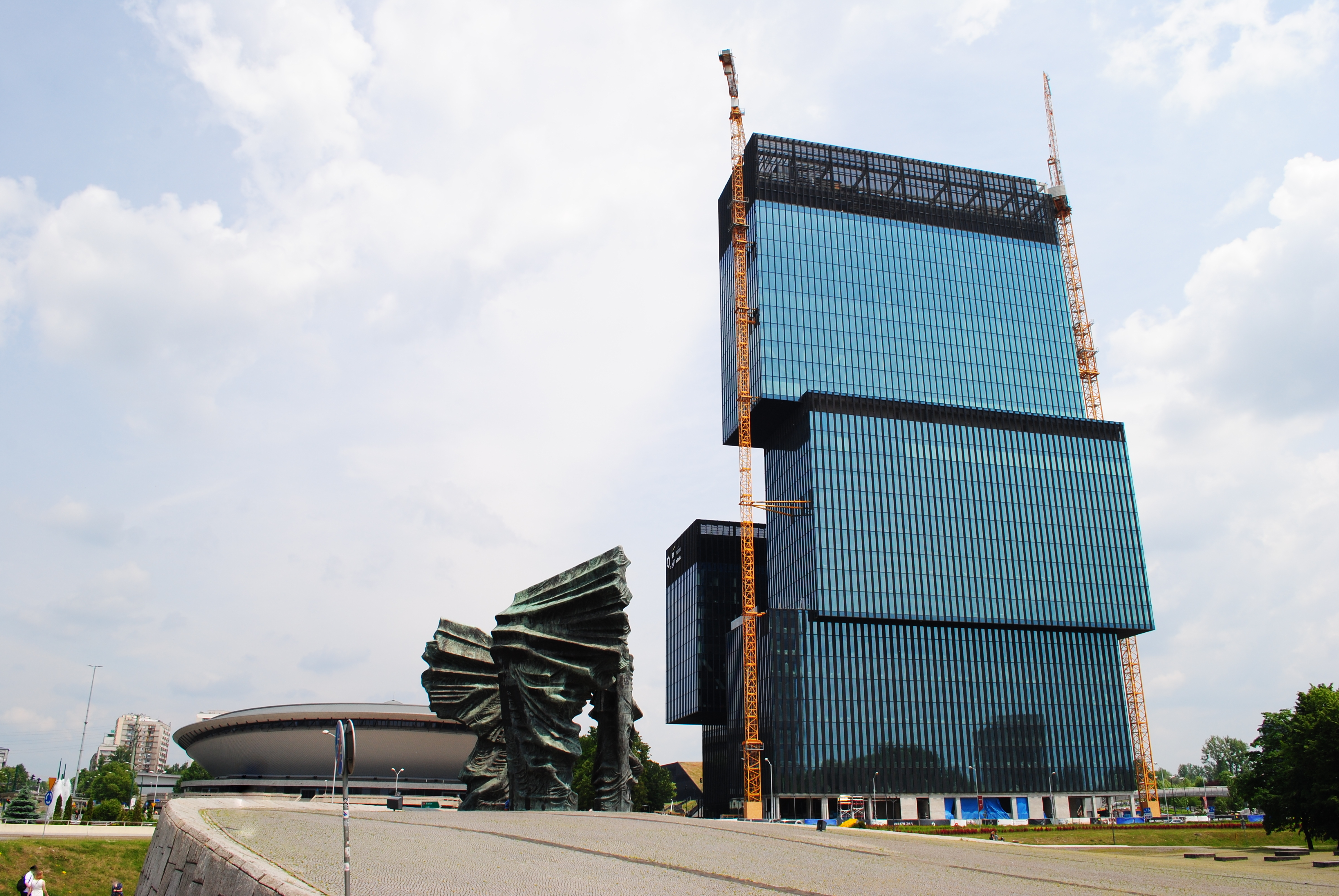
.KTW w czerwcu 2021 roku

Pod koniec sierpnia 2021 roku ogłoszono, że nowym najemcą będzie belgijska firma SD Worx, która zaplanowała tutaj lokalizację polskiego centrum operacyjno-usługowego. Swoją siedzibę zaplanowała w wieżowcu .KTW I, zaś przedstawiciele firmy podpisali także list intencyjny w sprawie wynajmu pomieszczeń w wieżowcu .KTW II. We wrześniu 2021 roku do biurowca .KTW I swój katowicki oddział przeniosła firma Colliers.
W październiku 2021 roku na budowie wieżowca .KTW II pracowało średnio 300 osób, a firm wykonujących prace budowlane i instalacyjne w budynku było w tym czasie 15. Do tego czasu przy budowie zużyto 22 tys. m³ betonu i 3,5 tys. ton stali.
W dniu 11 lutego 2022 roku wieżowiec .KTW II uzyskał pozwolenie na użytkowanie, a tym samym stał się oficjalnie najwyższym budynkiem biurowym zarówno Katowic, jak i całej Górnośląsko-Zagłębiowskiej Metropolii. Zgodność wykonania wieżowca z projektem budowlanym potwierdzały pozytywne stanowiska Państwowej Straży Pożarnej oraz Państwowej Inspekcji Sanitarnej. W tym czasie trwały przygotowania do prac wykończeniowych na powierzchniach najmu. Firma PwC Service Delivery Center, która została pierwszym najemcą wieżowca, zaplanowała zająć docelowo dziewięć pięter, a do budynku planowała wprowadzić się na początku 2023 roku.
W styczniu 2024 roku poziom komercjalizacji wieżowca .KTW I wynosił powyżej 90%, a wieżowca .KTW II ponad 60%.

### Zagospodarowanie skweru przy .KTW
W dniu 23 grudnia 2021 roku spółka TDJ Estate wystąpiła do Urzędu Miasta Katowice o wydanie pozwolenia na budowę jednokondygnacyjnego obiektu podziemnego z rampą zjazdową, który zaplanowano na skwerze znajdującym się na rogu alei W. Roździeńskiego i ulicy Olimpijskiej. W tym czasie miejsce to było zapleczem techniczno-socjalnym dla budowy wieżowca .KTW II. Skwer został uroczyście oddany do użytku 11 września 2023 roku, a podczas tej uroczystości odsłonięto także figurkę beboka Katewuś, która stanęła na skwerze.

## Architektura i otoczenie

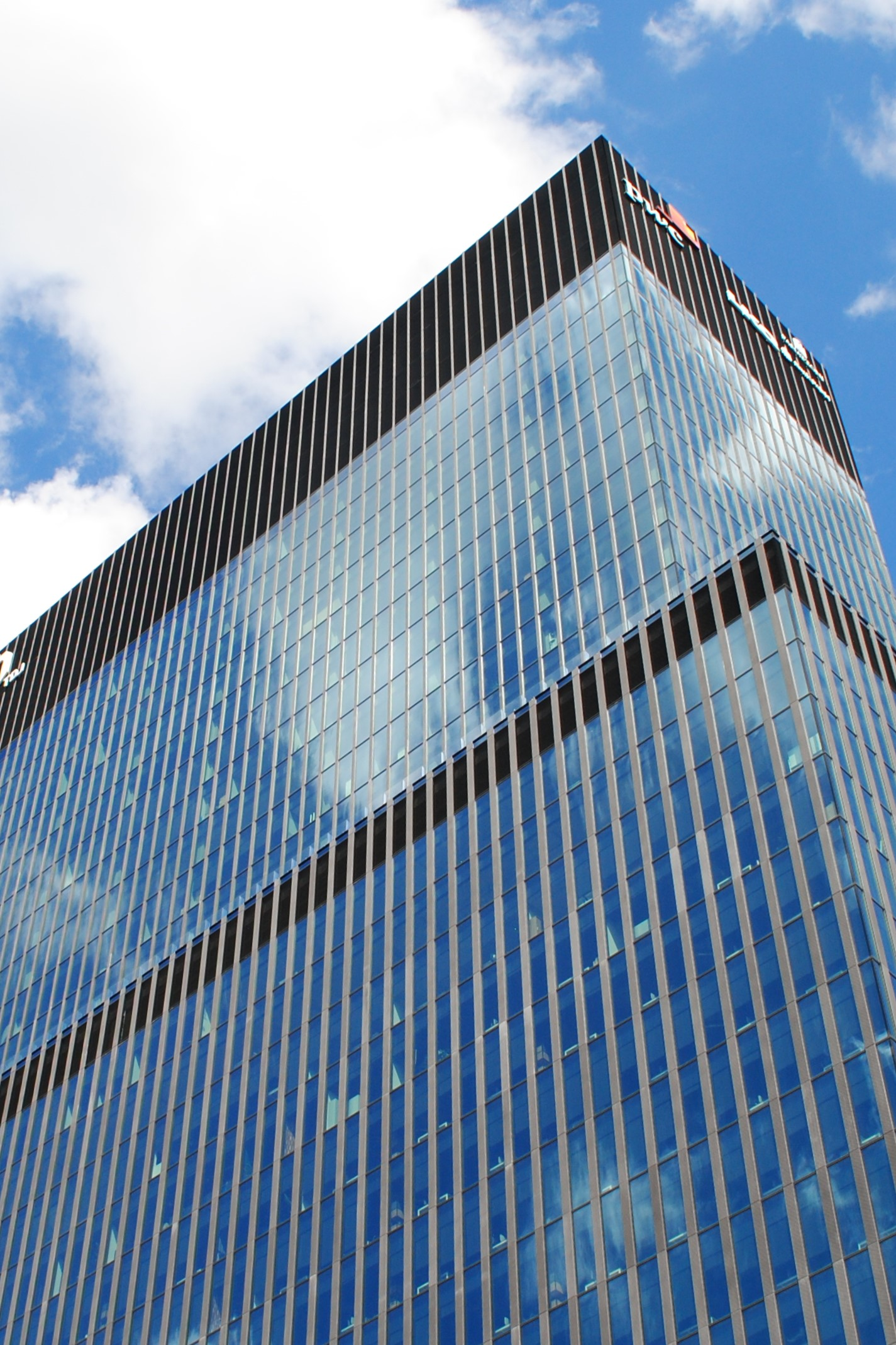
Fragment elewacji .KTW II strony południowo-wschodniej

Kompleks budynków biurowych .KTW został zaprojektowany w 2016 roku przez architektów z pracowni Medusa Group z Bytomia – Przemo Łukasika i Łukasza Zagałę. Konstrukcję budynku opracowała Firma Inżynierska „Statyk” z Katowic, instalacje firma CE Group z Gliwic, natomiast za projekt fasady odpowiada firma Studio Profil z Warszawy. Pierwowzorem dla ich powstania był kompleks położonych w Rotterdamie wieżowców De Rotterdam.
Kompleks składa się z dwóch budynków: .KTW I i .KTW II. Budynek .KTW I jest wysoki na 66 metrów – składa się z 14 kondygnacji nadziemnych i 3 podziemnych o powierzchni biurowej 18 250 m² oraz 1560 m² powierzchni handlowej. Drugi, wyższy budynek .KTW II wysoki jest na 134 metrów i składa się z 31 kondygnacji naziemnych i 3 podziemnych o powierzchni biurowej 39 900 m² i handlowej 2100 m². Średnia powierzchnia jednej kondygnacji .KTW I wynosi 1 480 m², natomiast .KTW II 1410 m². Budynek .KTW II w momencie ukończenia budowy był najwyższym wieżowcem zarówno miasta Katowice, jak i całej Górnośląsko-Zagłębiowskiej Metropolii.
Budynki mają formę prostopadłościanów przesuniętych względem siebie – .KTW I dwóch, a .KTW II trzech brył. W budynku .KTW I przesunięcie zastosowano pomiędzy 6. a 7. kondygnacją, na wysokości około 24 metrów. Górna bryła ma 42 metry wysokości, a dwie ostatnie kondygnacje zostały przeznaczone na infrastrukturę techniczną. W .KTW II przewieszenia kondygnacji znajdują się pomiędzy 8. a 9. oraz 19. a 20. piętrem. Szklaną elewację budynku pokrywają panele z selektywnego szkła i prefabrykowanego betonu, które okala metalowa rama. Każdy z paneli waży około 500 kilogramów. Wieżowiec .KTW II posiada ich łącznie 4,4 tys. Okna biurowców mają szerokość po 135 cm i rozdzielone są ciemnymi pionowymi pasami z prefabrykatów betonowych z ryflowaniem. Szerokość pasów w budynku .KTW I wynosi 40 cm w niższym segmencie i 20 cm w wyższym, a w budynku. KTW II odpowiednio od dołu 60, 40 i 20 cm. Ostatnie kondygnacje – tzw. techniczne – pokryto z kolei czarną siatką cięto-ciągnioną.

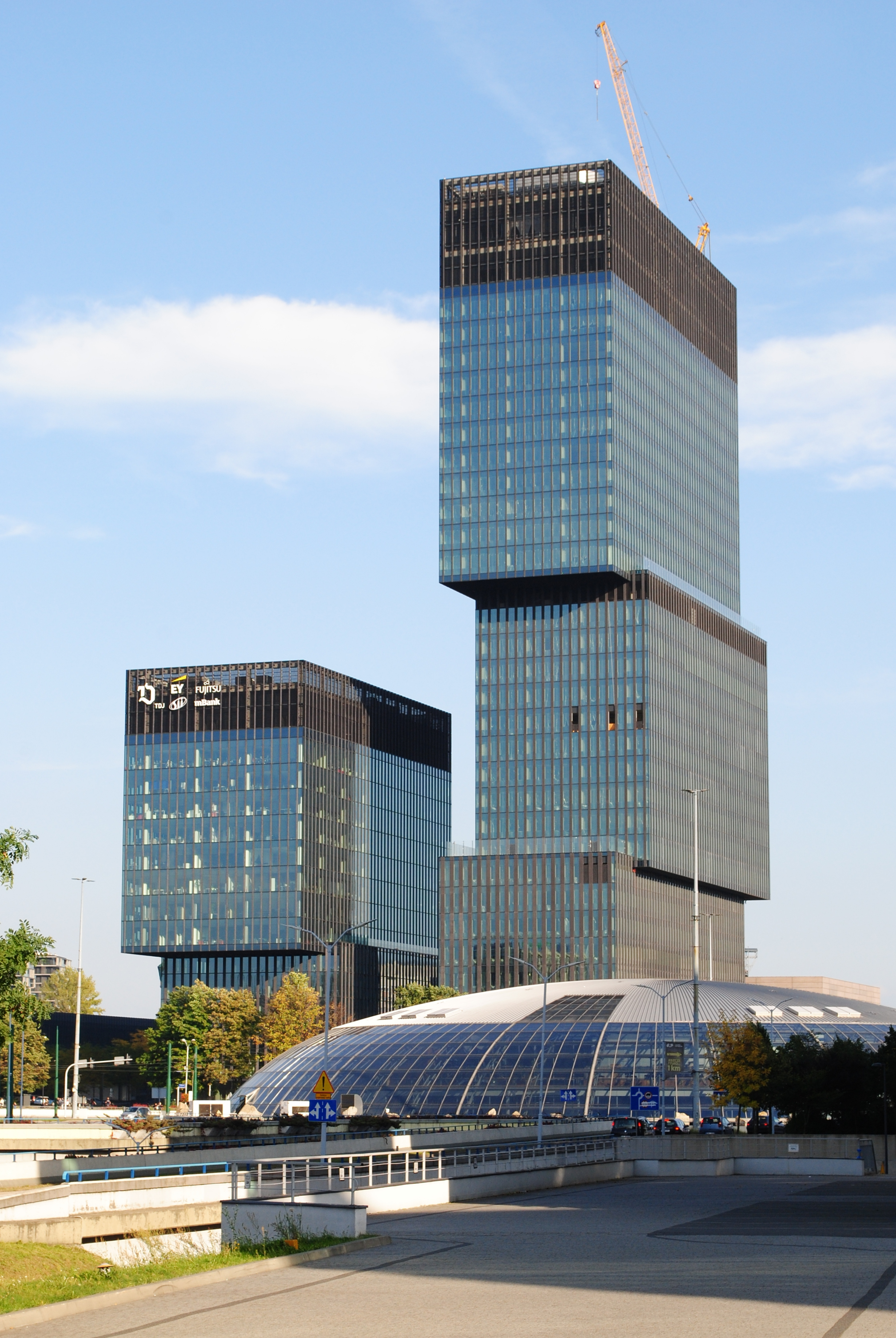
Wieżowce .KTW w październiku 2021 roku od strony zachodniej

W budynkach zaprojektowano odpowiednio 6 i 12 wind. Dodatkowo znajduje się osobna winda dla osób korzystających z garażu podziemnego. Windy w każdym z budynków znajdują się w centralnie umieszczonym trzonie, gdzie umieszczone są również schody ewakuacyjne oraz kanały, którymi poprowadzono instalacje wewnętrzne. Czas przejazdu windą z poziomu −3 na 31. piętro w wieżowcu .KTW II wynosi 35 sekund.
W kompleksie .KTW znajdują się: lobby recepcyjne, kantyna, kawiarnia, placówka finansowa, centrum medyczne, kiosk i bankomat. W lipcu 2021 roku najemcami biurowca .KTW I były następujące firmy: Fujitsu Global Delivery Center, Teleperformance Poland, Citi Handlowy, EY, mBank, Gastromall Group oraz Świat Prasy.
Kompleks posiada certyfikat BREEAM Interim Design Stage na poziomie Excellent – budynek .KTW II osiągnął najwyższe noty w dziedzinie transportu i zarządzania zużyciem wody. We wnętrzu kompleksu zastosowano technologie umożliwiające oszczędność wody i energii elektrycznej, w tym m.in. szybkie windy o niskim poborze mocy, specjalną armaturę sanitarną oraz klimatyzację z efektywnym odzyskiem ciepła. Na dachu wieżowca .KTW II znajduje się około 70% urządzeń odpowiedzialnych za chłodzenie, oddymianie i napowietrzanie gmachu, a także za zapewnienie dostaw energii elektrycznej. W całym budynku zaplanowano około 20 tysięcy czujników, modułów i urządzeń w zakresie ochrony pożarowej oraz automatyki.

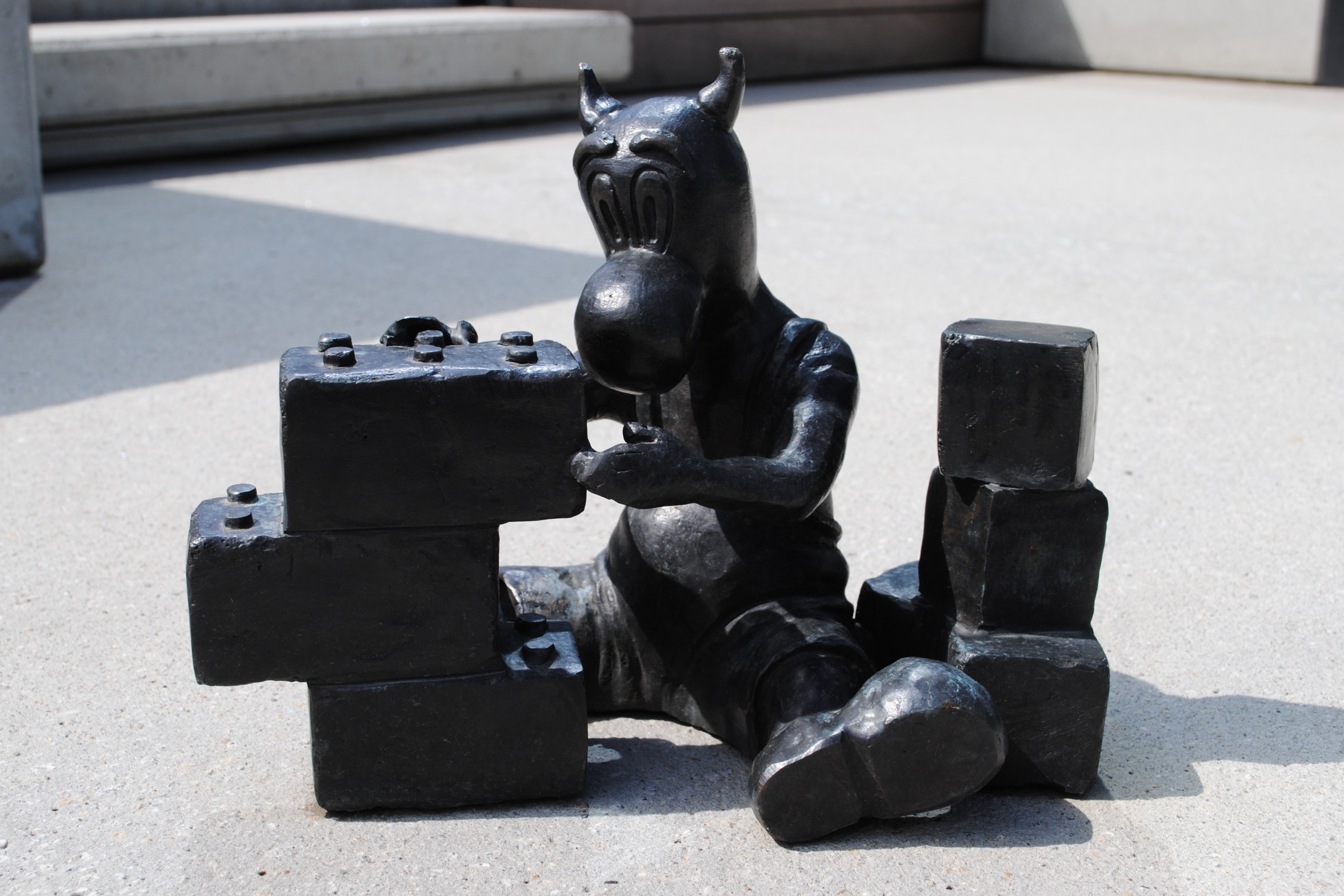
Bebok Katewuś na placu przy biurowcach .KTW

Dla .KTW I zaprojektowano 241 miejsc parkingowych, natomiast dla .KTW II 219 stanowisk. Dodatkowo dla osób dojeżdżających na rowerze powstała szatnia z prysznicami. W otoczeniu kompleksu budynków .KTW znajdują się także miejsca parkingowe dla rowerów i osób niepełnosprawnych oraz ze stacją ładowania pojazdów elektrycznych, a także zatoka dla taksówek i kurierów. Wjazd do garaży odbywa się od strony ulicy Olimpijskiej.
W narożniku alei W. Roździeńskiego i ulicy Olimpijskiej zaprojektowana została ogólnodostępna przestrzeń publiczna. Głównym elementem projektu zagospodarowania jest rampa, na której znajduje się podium ze schodami, które pełni funkcje siedziska. W obrębie rampy zjazdowej znajduje się także infrastruktura do odbioru odpadów. Sam zaś projekt tego miejsca został, podobnie jak kompleks wieżowców .KTW, zaprojektowany przez bytomską pracownię Medusa Group. Na skwerze została umieszczona rzeźba beboka Katewuś układającego klocki, będącego motywem przewodnim wysokościowców. Autorem rzeźby jest Grzegorz Chudy.
Kompleks .KTW zdobył II miejsce i nagrodę publiczności w konkursie Obiekt roku w systemach Aluprof.

## Galeria

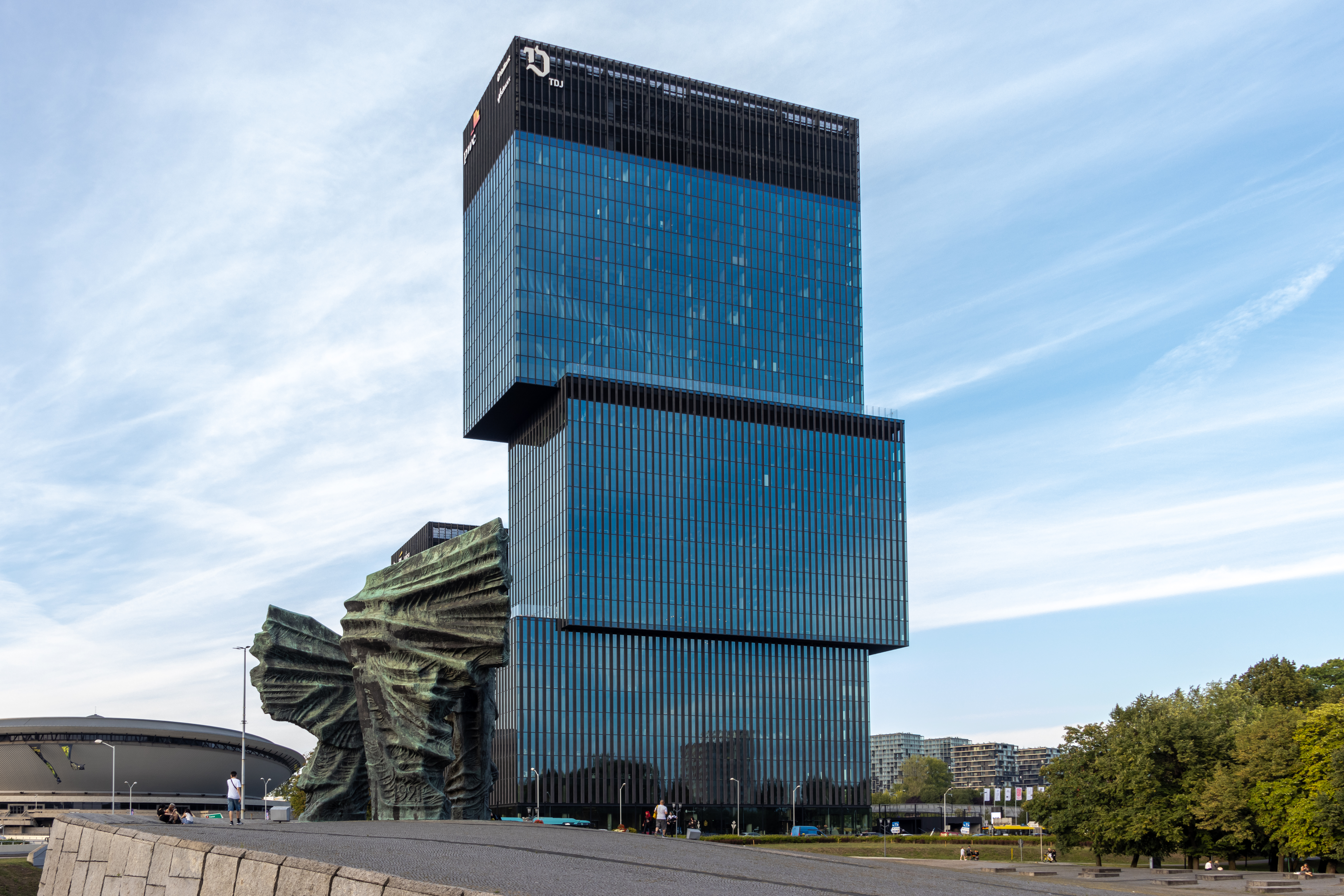
Biurowce od strony południowo-zachodniej – alei W. Korfantego (2024)
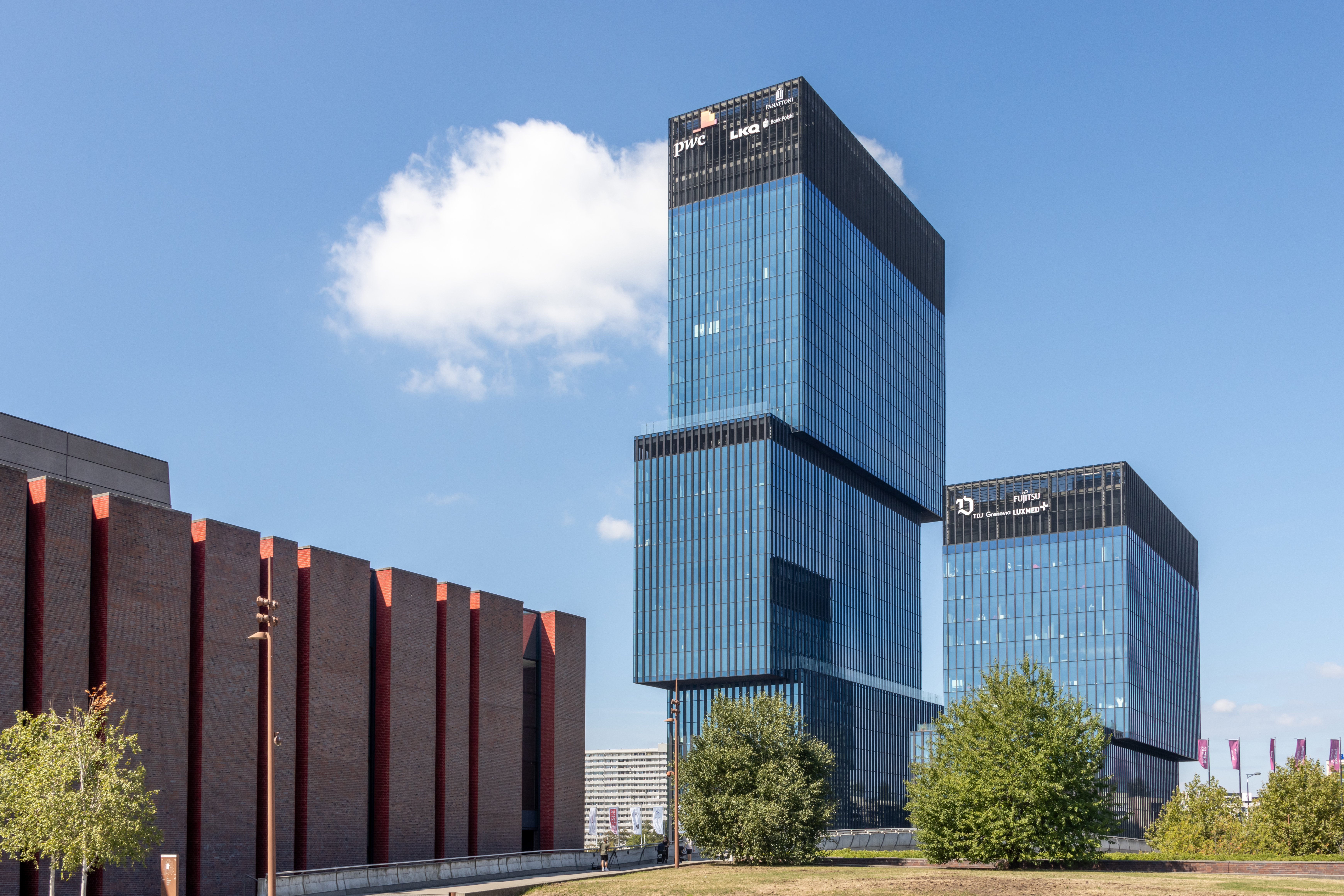
Biurowce od strony północno-wschodniej – Strefy Kultury (2024)
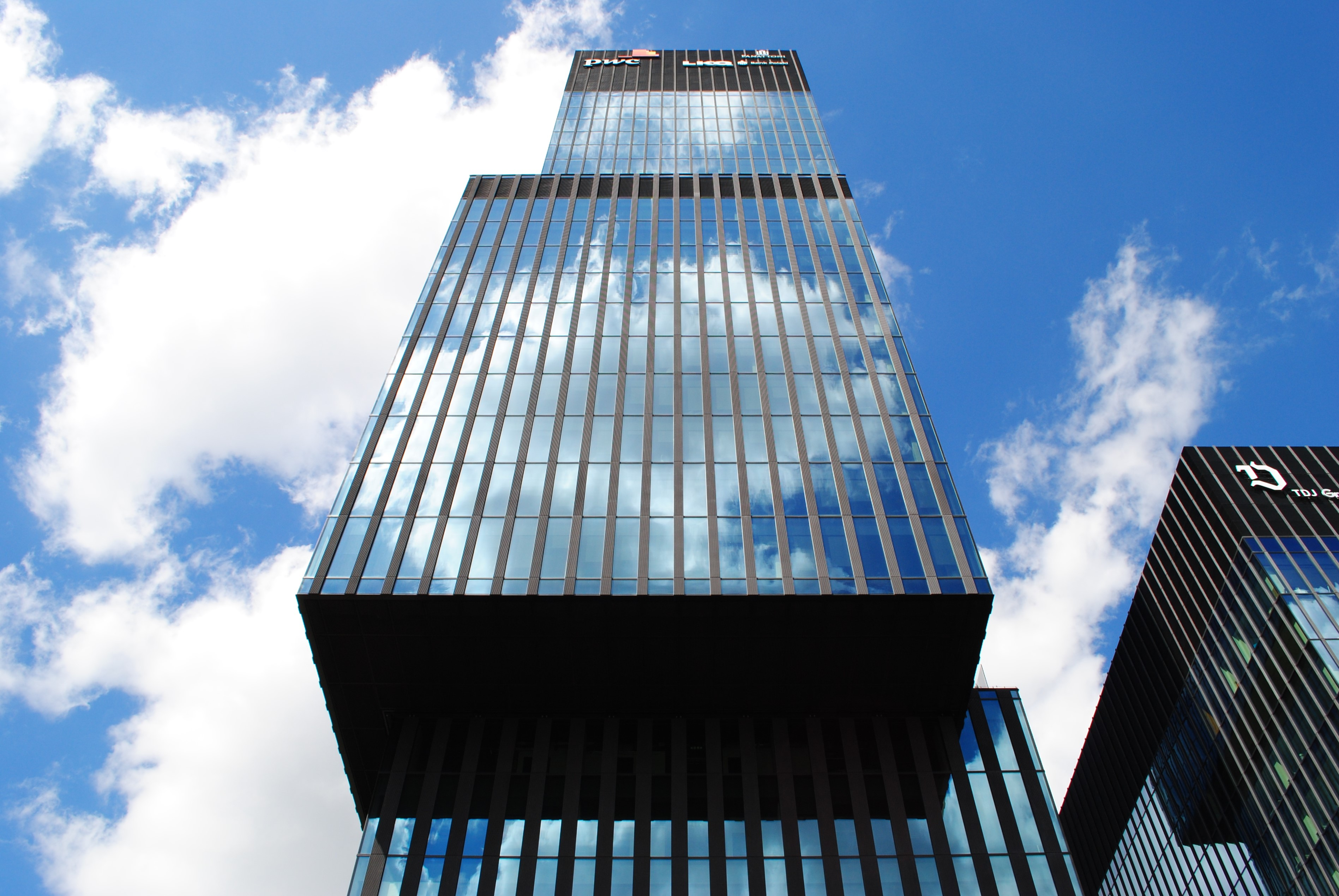
Zbliżenie na wschodnią elewację .KTW II (2024)
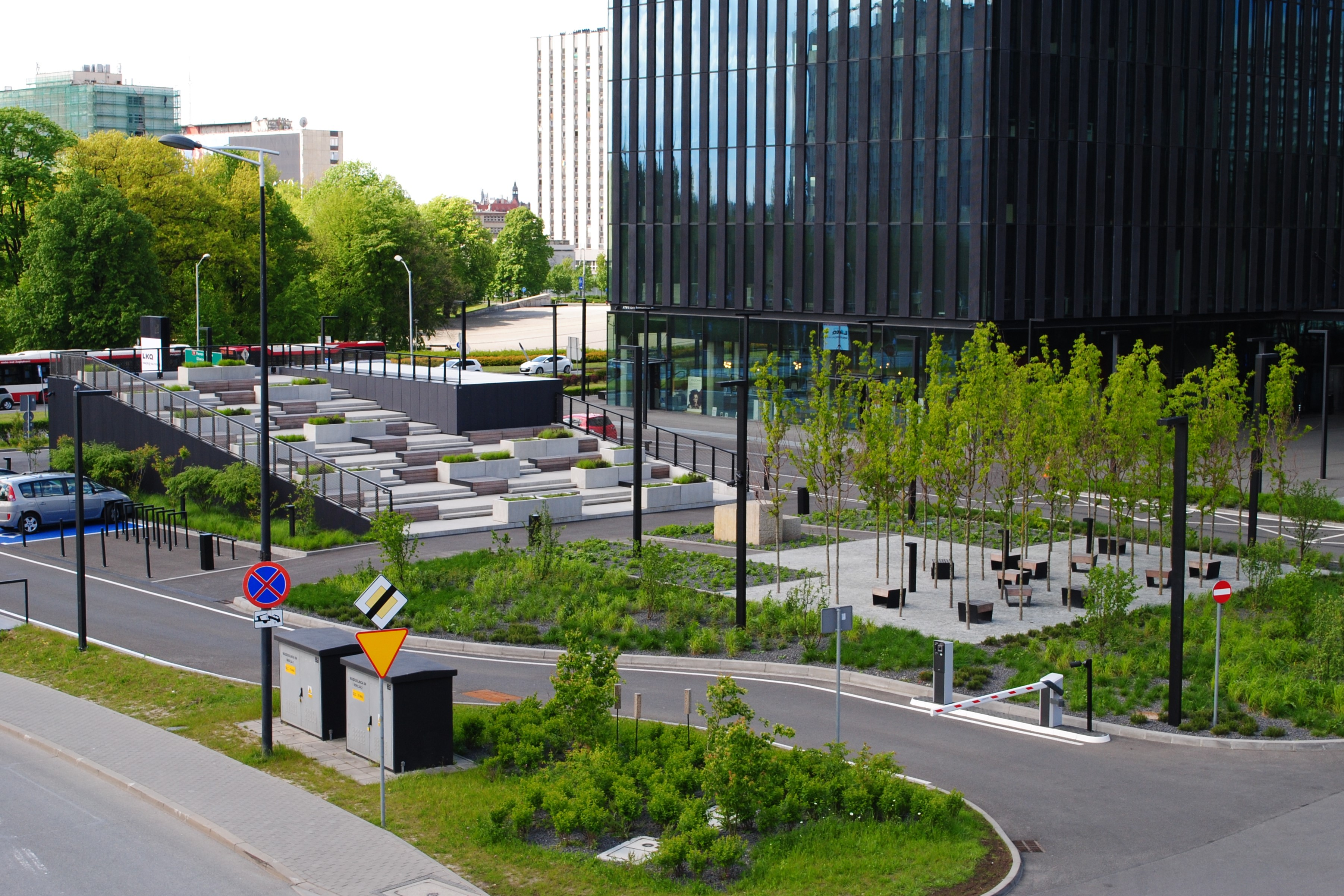
Skwer przy biurowcach, widziany z kładki nad ulicą Olimpijską (2024)
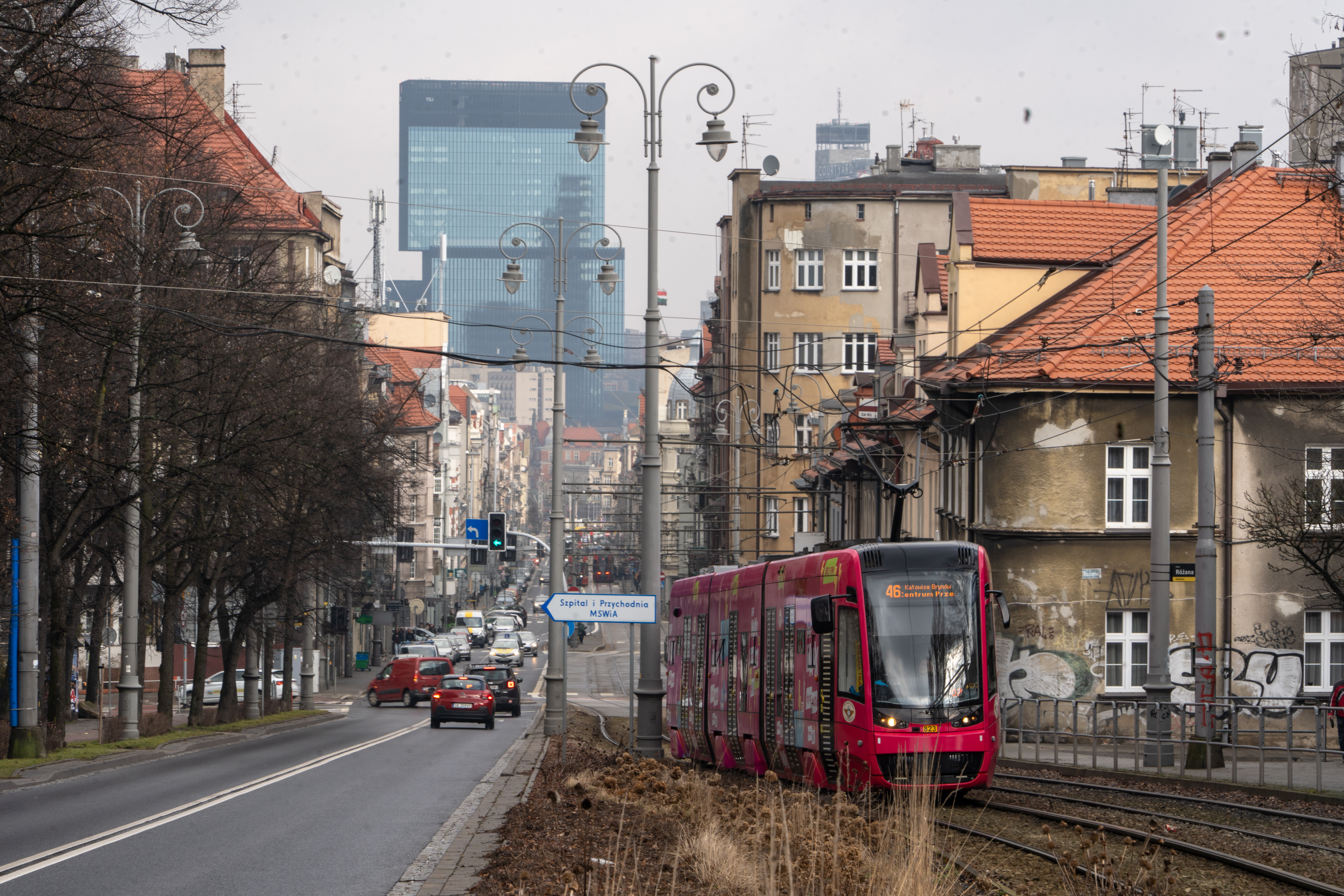
.KTW II widziany z ulicy T. Kościuszki na wys. stadionu AWF (2023)
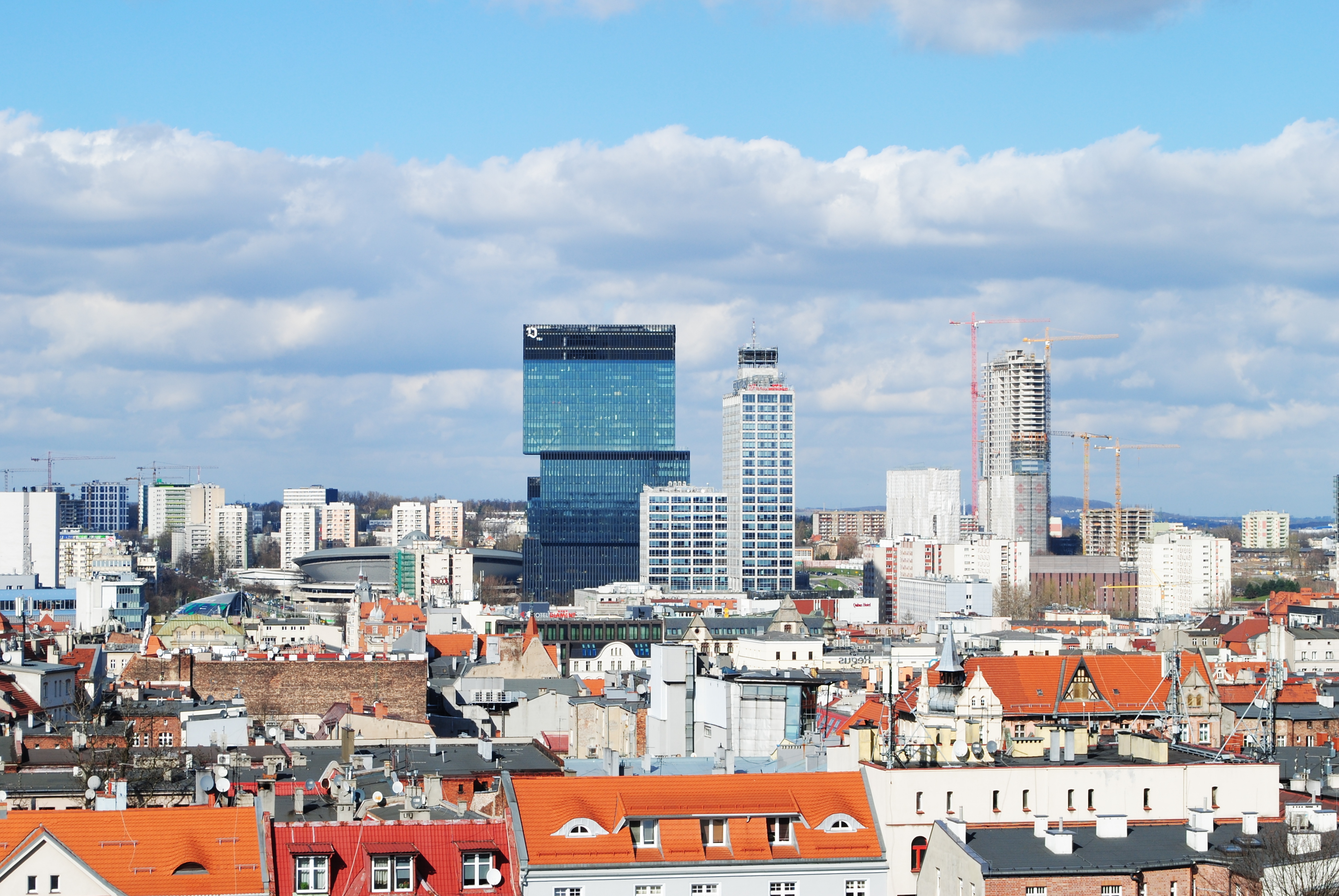
.KTW II widziany z tarasu widokowego archikatedry Chrystusa Króla (2024)